# Челмодеєвський Майдан
Челмоде́євський Майдан (рос. Челмодеевский Майдан, ерз. Челмодеевской Майдан) — село у складі Інсарського району Мордовії, Росія. Входить до складу Русько-Пайовського сільського поселення.
Населення — 230 осіб (2010; 360 у 2002).
Національний склад станом на 2002 рік:
- росіяни — 95 %